# Сражение под Ксентем
Сражение под Ксентем — битва ноябрьского восстания 1830 года в Польше, произошедшая близ села Ксенте, непосредственно возле польской границы 5 октября 1831 года, возможно последняя стычка этого восстания (кроме обороны Модлина и Замостья).

## Ход сражения
Подавление восстания было уже предрешено. Польские политики и армия переходили границы с Австрией и Пруссией. Генерал Мацей Рыбиньский к Пруссии вёл большой корпус численностью 20 тыс. солдат.
В его арьергарде стояли остатки 13-го полка улан, а самым последним польским отрядом было несколько десятков конных стрелков полковника Яновича.
На отряд Яновича напали 400 русских всадников, которые не видели, что за ним стоит артиллерия и другие отряды. Янович отвечал залпами, а когда ещё открыла огонь артиллерия, русские кинулись врассыпную. За ними был послан литовско-волынский полк под командованием Каменьского, который в ожесточении не хотел слушать приказов к отступлению.
Эта стычка не имела военного значения. Количество убитых и раненых со стороны поляков и русских неизвестно.